# Dříve než usnu
Dříve než usnu (v anglickém originále Before I Sleep), je 15. epizoda první série sci-fi seriálu Hvězdná brána: Atlantida.

## Obsah
Na Atlantidě je objevena laboratoř a v ní starší žena ve stázi. Jedná se pravděpodobně o poslední žijící antičku, proto se ji doktorka Weirová rozhodne probudit. Čeká ji však velké překvapení. Dotyčnou je totiž ona sama – doktorka Elizabeth Weirová. Je již velmi stará, ale chtěla by obyvatelům Atlantidy povyprávět svůj příběh dříve, než zemře.
Její vyprávění začíná příchodem na Atlantidu. Když sem spolu s ostatními před mnoha lety přicestovala, našla město hluboko na dně oceánu. Ihned po jejich příchodu začal štít kolabovat a hrozilo zničení celé Atlantidy. Dříve než stačili cokoliv podniknou, štít selhal a město zaplavila voda. Zachránilo se pouze pár lidí ve dvou jumperech, ti však byli napadeni Wraithy okamžitě, jakmile vyletěli nad atmosféru. Vůbec nevěděli, kdo po nich střílí, nestačili se ani bránit, byli okamžitě sestřeleni.
Jeden z jumperů měl v sobě zabudovaný stroj času a těsně před dopadem do oceánu se přenesl 10 000 let zpět. Antikové loď našli a zachránili z ní jediného pasažéra – doktorku Elizabeth Weirovou. Naneštěstí se Antikové nacházeli v kritické fázi války s Wraithy a právě se chystali planetu opustit. Souhlasili vzít doktorku Weirovou s sebou, ale odmítli opět porušit běh času a vrátit ji do budoucnosti.
Jen jeden z antických vědců – Janos – měl pro její situaci pochopení. Byl nadšen z faktu, že Atlantida přežila 10 000 let, ale když se dozvěděl, že byla okamžitě po svém znovunalezení zničena, rozhodl se doktorce Weirové i městu pomoci. Sestrojil mechanismus, který měl Atlantidu v případě selhání štítu vynést na hladinu. To však vyžadovalo, aby ve městě někdo po celou dobu zůstal a měnil ZPM. Doktorka Weirová se přihlásila dobrovolně…
Antikové odešli na Zemi a doktorka Weirová zůstala sama. Celé město uložila ke spánku a pak odešla do stáze. Janos stázovou komoru naprogramoval tak, aby ji každých 3 000 let probudila a ona mohla vyměnit ZPM. Jakmile se na Atlantidu dostali lidé ze Země, měla se doktorka Weirová vzbudit, k tomu však nedošlo, a proto ji našli až nyní – náhodou.
Velkou část svého života obětovala, aby zachránila město i všechny příchozí ze Země. Byla velmi ráda, že jim může celý svůj příběh povědět. Zemřela, jakmile ho dokončila…